# Vem var Dracula?
Vem var Dracula? är en svensk film från 1975 i regi av Calvin Floyd. I rollen som Dracula ses Christopher Lee.

## Om filmen
Inspelningen ägde rum i Hallwylska palatset i Stockholm, Transsylvanien i Rumänien, Västtyskland, Schweiz och Österrike med Alvar Domeij och Floyd som producenter. Förlaga var romanen med samma namn av Raymond T. McNally och Radu Florescu. Filmen premiärvisades den 16 juni 1975 på biografen Skandia i Halmstad.

## Rollista
- Christopher Lee – Dracula

### Fotnoter
1. 1 2  ”Vem var Dracula?”. Svensk Filmdatabas. http://sfi.se/sv/svensk-filmdatabas/Item/?itemid=4955&type=MOVIE&iv=Basic&ref=/templates/SwedishFilmSearchResult.aspx?id%3d1225%26epslanguage%3dsv%26searchword%3dvem+var+dracula?%26type%3dMovieTitle%26match%3dBegin%26page%3d1%26prom%3dFalse. Läst 2 maj 2013.